# 王晓萍 (1964年)
王晓萍（1964年3月—），女，湖北团风人，中华人民共和国政治人物。中国政法大学法学硕士。曾任中共中央纪委常委、国家监察委员会委员，中共中央组织部副部长，现任中华人民共和国人力资源和社会保障部党组书记、部长。中国共产党第二十届中央纪律检查委员会委员。

## 生平
1988年5月加入中国共产党，同年8月参加工作。早年就职于首钢研究与开发公司，曾任国务院侨务办公室政策研究司司长、海外交流协会部长、国务院侨务办公室国外司司长。2016年1月，任国务院侨务办公室副主任。
2017年4月，任中共吉林省委常委、宣传部部长。2019年6月，改兼省委组织部部长。2020年11月，任中共中央组织部副部长。2022年10月，当选为中共中央纪委常委，并被任命为国家监察委员会委员。
2022年12月26日，经中共中央批准，不再担任中共中央纪委常委职务。2022年12月30日，任中华人民共和国人力资源和社会保障部党组书记、部长，不再担任国家监察委员会委员职务。